# Wim Meutstege
Willem Jan "Wim" Meutstege (født 28. juli 1952 i Deventer, Holland) er en tidligere hollandsk fodboldspiller (forsvarer), der vandt bronze med det hollandske landshold ved EM i 1976.

## Karriere
Meutstege tilbragte hele sin karriere i hjemlandet, hvor han var tilknyttet Go Ahead Eagles, Excelsior, Sparta Rotterdam og Ajax. Med Ajax var han med til at vinde to hollandske mesterskaber og én pokaltitel.
Meutstege spillede én kamp for Hollands landshold. Den kamp var bronzekampen ved EM i 1976 i Jugoslavien, hvor han blev skiftet ind i pausen i den hollandske sejr over værtsnationen.

## Titler
Æresdivisionen
- 1979 og 1980 med AFC Ajax

KNVB Cup
- 1979 med AFC Ajax